# Samsung Galaxy A32
O Samsung Galaxy A32 é um smartphone Android desenvolvido e fabricado pela Samsung Electronics. Faz parte da série Galaxy A, que é voltada para o mercado intermediário.
Em 22 de janeiro de 2021, o Galaxy A32 5G chegou ao mercado como o primeiro smartphone da linha A32. Um mês depois, em 17 de fevereiro de 2021, foi a vez do Galaxy A32 ser lançado.

## Especificações

### Software
O smartphone sai de fábrica com sistema operacional móvel Android 11 com a interface One UI 3.1 da Samsung.

## Recepção
O aparelho recebeu elogios da crítica, mas o desempenho da câmera, sobretudo na versão 5G, deixou a desejar. As revistas Wired e The Verge avaliaram o dispositivo com 8/10 e 7,5/10, respectivamente.